# 本川貢
本川 貢（もとかわ みつぎ、1948年7月5日 - ）は、アマチュア野球監督、近畿大学野球部監督として1990年代後半に黄金期を築いた名将。広島県東広島市高屋町出身。

## 来歴
広陵高等学校出身だが異色の軟式野球部出身。速球派投手として活躍し国体で無安打無得点試合を達成した。近畿大学（大阪府）に進みプロ野球を目指したが肩を壊し卒業後は同大職員となり野球部コーチとなる。1972年広島六大学野球連盟所属の近畿大学工学部硬式野球部（広島県呉市、現在は東広島市）に就任。直後の部員は10数人、また自前の練習場も持たないジプシー弱小チームを、卓越した指導で同リーグでは無敵の強力チームに育て上げた。また一学部の小野球部ながら全日本大学野球選手権大会でも1980年から三年連続ベスト4に進出、1984年明治神宮野球大会では佐々木修を擁して広島六大学野球リーグ所属チームとして初の決勝進出に導いた（準優勝）。途中部員の不祥事による対外試合の禁止や一時総監督に退いたが、1990年まで19年間チームを指導した。
1991年手腕を買われ近畿大学硬式野球部監督に就任。独自の野球理論で知られ"野球は確率のゲーム"と相手の弱点を突く戦術を選手に植え付けさせた。「プロや社会人と違い、プレーが粗い大学生はミスを犯す割合が多い。それに付け込み攻撃や守りに生かす選手がチームの三割を占めていれば勝てる」が持論。1997年は宇高伸次、清水章夫、藤井彰人、二岡智宏、山下勝己らを率いて春秋の関西学生リーグ、全日本大学選手権、明治神宮大会、アマ王座決定戦（現在は廃止）を全て制覇し史上初・唯一の「アマ五冠」を達成した。翌1998年も全日本大学選手権を連覇、関西学生リーグでは1996年から1998年まで春秋5季連続を含む優勝10回を数え黄金期を築いた。
2001年後進に道を譲り勇退。26年に及んだ指導歴で前記以外に佐野重樹、野村宏之など9人のプロ野球選手を輩出した。現在は近畿大学工学部の事務部管理職にある。

## 二岡獲得を巡る騒動
1998年のドラフトでは、二岡智宏獲得を巡り、広島、阪神、巨人が争うことになったが、同年春から1位指名を公言した広島入団が確実視される状況であった。だが二岡はドラフト直前になって急転直下、巨人を逆指名したため、世間を驚かせた。
この選択は二岡の地元である広島で大きな反発を呼び、二岡の家族は地元を追われる形で引っ越しを余儀なくされる事態になったが、当時から巨人による札束攻勢がまことしやかに囁かれていた。
そして2012年3月15日の朝日新聞朝刊で、二岡の巨人入団の経緯が白日の下に晒された。最終的に巨人から二岡側に5億円＋退団時の功労金7,000万円＋出来高3,000万円が支払われており、さらに入団1年目の1999年度の年俸は、新人選手の一応の上限とされる1,300万円を遥かに超過する3,300万円であったこと、さらに当時の監督であった本川は、巨人から二岡獲得に伴う謝礼として、大学退職後に「アマチュア球界の情報収集業務委託料」の名目で2,000万円を受け取る覚書を交わしていた。
マスコミの取材に対して本川は、「監督を辞めた時に、監督時代の人脈を使ったスカウトや、情報収集ができると考えていた。このことについて二岡は一切知らない」と、二岡を庇う一方で、「大学職員を続けている間は、就業規則で兼業できず、巨人軍からの委託業務はしていない。大学職員として６５歳まで働けることになったので、今後も巨人軍から委託を受ける気はない」、「あれ（覚書）を破ってくださいと（巨人軍に）一回でも言えば良かった」と弁明した。

## キャリア・経歴
- 全日本大学野球選手権大会優勝監督
- 明治神宮野球大会優勝監督
- 全日本アマチュア野球王座決定戦優勝監督
- 日米大学野球選手権大会日本代表監督